# Тойохара Кунітіка
Тойохара Кунітіка (30 червня 1835 — 1 липня 1900) — японський художник кінця періода Едо і початку доби Мейдзі. Відомий як один з «Трьох великих майстрів гравюри укійо-е епохи Мейдзі».

## Життєпис
Син Осіма Кйудзі, власника сентьо (громадської лазні) та Аракави Ойае, доньки власника чайного будиночка. Народився 1835 року в районі Кйобасі міста Едо. Отримав спочатку ім'я Ясохаті. Невдовзі після його народження батько разорився. Тому він змінив прізвище на Аракава. З дитинства мав неспокійну вдачу. У 9 років брав участь у бійці на фестивалі Санно в Асакуса. Разом з тим виявив хист до мистецтва, допомагав матері в оформленні японських абажурів. У 12 років став навчатися у митця Тойохару Тіканобу (чиє прізвище він узяв). від вчителя отримав ім'я Кадзунобу. У віці 13 років відправлено учнем до художника Утаґава Кунісади. Був єдиним з учнів Кунісада, що не вживав прізвища Утаґава.
До 1854 року відоситься перша відома підписана ним гравюра. Тоді ж змінив ім'я на Кунітіка (складений з ієрогліфів імен його вчителів Тіканобу і Кунісада). З середини 1850-х років вважається одним з кращих учнів Утаґава Кунісади. Останній у 1855 році доручив Кунітакі створити гравюру проспекту Тандзібасі після землетрусу. 1862 року через гравюру Кунітаки у жанрі мітате-е (пародія, сатира) проти нього обурилися студенти, які напали на студію художника. За це його вчитель Утагава заборонив використовувати надане ним ім'я «Кунітіка». 1865 році після смерті Кунісади саме Тойохара Кунітіка було доручено створити 2 посмертних портрети вчителя.
З 1860-х років його слава і авторитет майстра укійо-е зростає. 1863 року (разом з іншими знаними художниками) брав участь у створенні гравюр з зображення Східноморського шляху, присвяченого сьогуну Токуґава Іємоті. В рейтингах, що складалися в 1865, 1867 і 1885 роках, Тойохара Кунітікі надавалися 8, 5 і 4 місця відповідно серед усіх японських художників жанру укійо-е. 1867 року отримав право від сьогунату серед інших японських митців представляли країну на Всесвітній виставці в Парижі.
1874 року критики назвали Кунітіка одним з трьох (разом з Каванабе Кійосай і Утаґава Йосііку) значущих майстрів жанру укійо-е. 1890 року кунітіка визнано кращим автором робів портретів акторів на дерев'яних гравюрах. У 1893 році його роботи було представлено на Всесвітній виставці в Чикаго.
Його учнями були Тойохара Тіканобу, Тойохара Тікайосі і Морікава Тікасіґе. Помер у 1900 році в Хондзо, районі Токіо.

## Творчість

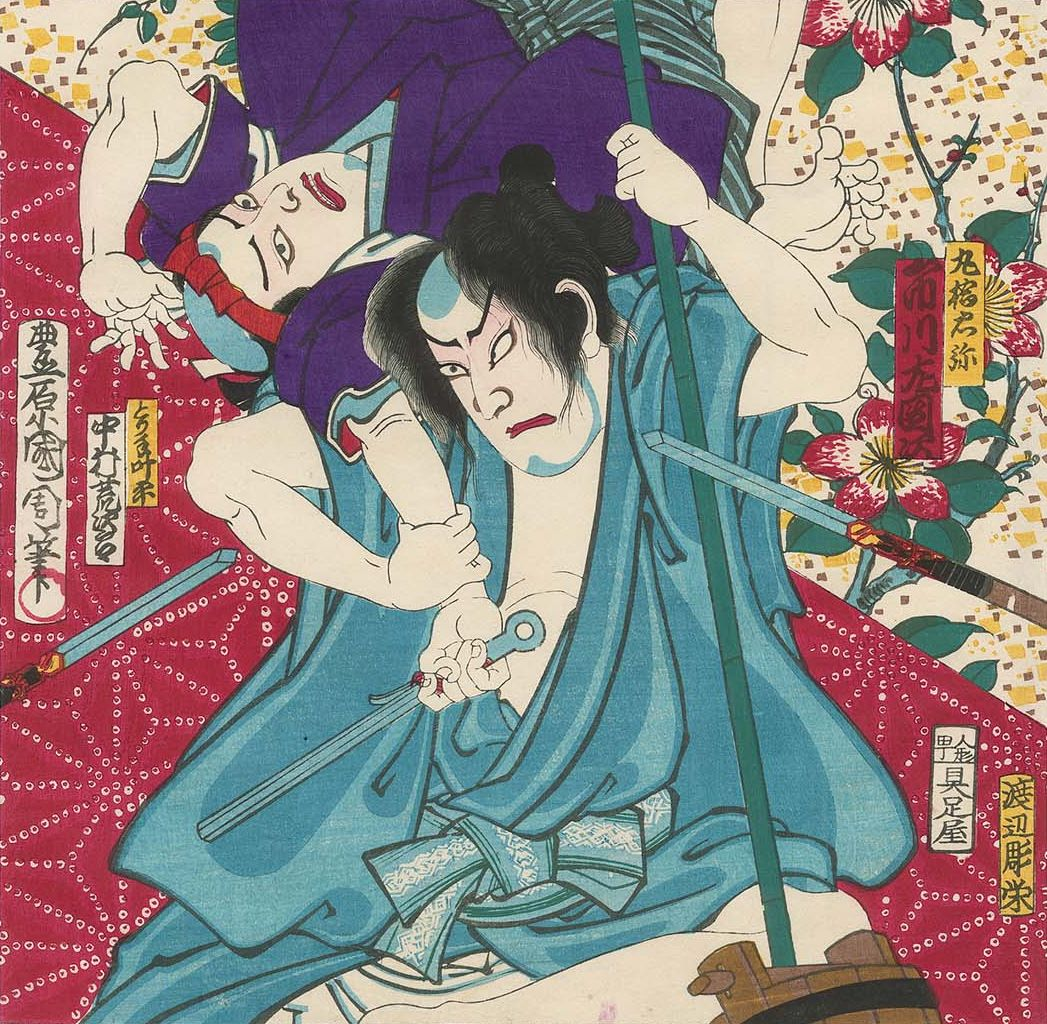
Актор Ісікава Садандзі I в ролі Марубасі Туя

Спочатку темою своїх робіт обрав зображення життя мешканок кварталу повій Йосівара. Велика частина його робіт присвячена театру. Чудові поясні портрети акторів окубо-е (дослівно «великі голови») склали кращу частину творчої спадщини майстра. Його характерною особливістю було створення портретів з 2-3 аркушів, розташованих вертикально. Зазвичай зображував відомих акторів у драматичні позі — міе. Також часто зображував історичні сцени, самураїв (триптих «Кінні ігри» 1885 року). Працював в жанрі бідзінга (зображення красунь) — відомими роботами є «Красу Йосівара разом з 36 віршами», «Тридцять два модних обличчя», "Тридцять шість хороших і злих красунь"Створював ілюстрації в стилі Утаґава Кунісади. багато гравюр створено у жанрі мітате-е (пародії) — «Вісім бандитів», «Сцени двадцяти чотирьох годин», «Шістнадцять Мусасі».
Його ранні роботи були вкрай схожа ні гравюри Утаґава Кунісади, або були копія робіт останнього. Але з часом Тойохара Кунітіка розробив власний стиль. Яскрава колірна гамма робіт художника пояснюється його роботою в техніці нікухіцу-га, живописом пензлем по папері або шовку. В кінці XIX ст. художник не уникнув впливу західних технологій, зокрема, він використовував яскраві анілінові фарби, завезені в Японію з Німеччини. Це дещо змінило колорит кольоровий ксилографії. З іншого боку, ці барвники виявилися більш стійкі до впливу часу і завдяки їм гравюри Кунітіка чудово збереглися. Часто використовував насичені червоні та темно-пурпурні кольори, часто як фонові. Для японців колір червоного означав прогрес і просвітління в тодішній епосі.

## Характер
Замолоду був відомий завдяки своєму красивому співочому голосу і таланту танцюриста. Він демонстрував свої таланти під час аматорських жартівливих вистав. За спогадами сучасників, у художника був легкий і відкритий характер, він любив проводити час з гейшами і поглинав алкоголь в неймовірних кількостях. Проте, всі сходяться на думці, що головною пристрастю Кунітіки був театр, за лаштунками якого він проводив величезну кількість часу. Кажуть, що виглядав він досить пошарпаним, регулярно займав гроші в акторів театру Кабукі, яких потім зображував на своїх гравюрах. Він витрачав гроші відповідно до приказки: «Справжній мешканець Токіо ніколи не збереже невитраченим рін навіть одну ніч»
За деякими даними міняв місце проживання більше ніж 110 разів і 40 разів міняв дружин. За переказами, він одного разу хвалився: «Хоча я не дорівнююся Хокусаю в майстерності, я обійшов його за кількістю переїздів».